# HK Dneprovskie Volki Dnepropetrovsk

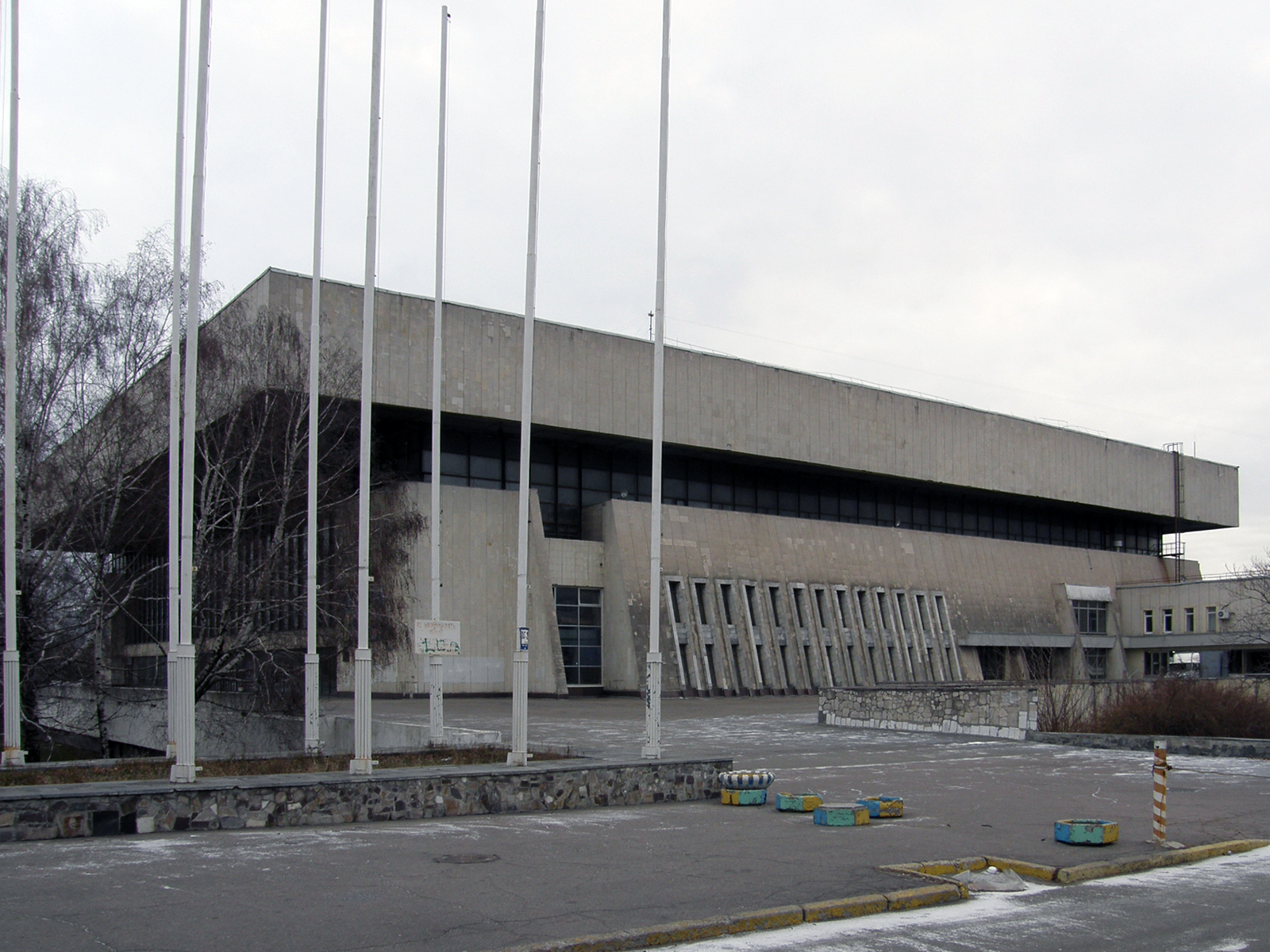

Le HK Dneprovskie Volki Dnepropetrovsk (en ukrainien : Хокейний клуб «Дніпровські Вовки» Дніпропетровськ) est un club de hockey sur glace de Dnipro en Ukraine. Il évolue dans la Vyschchiy Dyvision, le premier échelon ukrainien.

## Historique
- En 2002, le club est créé sous le nom du HK Meteor Dnepropetrovsk.
- En 2004, il est renommé HK Dneprovskie Volki Dnepropetrovsk.